# گوری ملبی
گوری ملبی (به انگلیسی: Guri Melby) زاده ۳ فوریهٔ ۱۹۸۱، در شهر اورکدال، استان سور تروندلاگ، در کشور نروژ، یک سیاستمدار نروژی است. وی عضو حزب ونستره؛ واز سال ۲۰۲۰ میلادی رهبر این حزب است.
گوری ملبی، از سال ۲۰۲۰ تا ۲۰۲۱ میلادی، وزیر آموزش و آمیزش اجتماعی نروژ، در کابینه خانم ارنا سولبرگ، بود.

## پیشینه
گوری ملبی، اهل اورکدال است و از سال ۱۹۹۹ تا ۲۰۰۷ میلادی عضو شورای شهرداری اورکدال و از سال ۲۰۰۷ تا ۲۰۱۱ میلادی عضو شورای شهرداری تروندهایم بوده‌است. سپس از سال ۲۰۱۵ تا ۲۰۱۹ میلادی، گوری ملبی، عضو شورای شهر اسلو بود. وی بین سال‌های ۲۰۱۳ تا ۲۰۱۵ میلادی، مسئول محیط زیست و حمل و نقل در شورای شهر اسلو بود.

گوری ملبی، بین سال‌های ۲۰۱۵ تا ۲۰۱۸ یک سیاستمدار تمام وقت حزب ونستره در اسلو بود. وی از سال ۲۰۱۳ میلادی به عنوان عضو علی‌البدل در مجلس ملی نروژ حضور غیر منظم داشت و از سال ۲۰۱۸ میلادی، با پیوستن حزب ونستره به دولت ارنا سولبرگ، حضور منظم پیدا کرد.
 در ماه مارس سال ۲۰۲۰ میلادی، گوری ملبی، که به جانشینی ترینه شای گرانده، نماینده علی‌البدل در مجلس ملی نروژ محسوب می‌شد؛ با کناره‌گیری ترینه شای گرانده از ریاست وزرات فرهنگ، آن پست را نیز بر عهده گرفت.

گوری ملبی، از سال ۲۰۱۰ میلادی، عضو شورای مرکزی حزب ونستره بود و بعد از کناره‌گیری ترینه شای گرانده، که رهبری جزب را بر عهده داشت، به عنوان رهبر جدید به جانشینی وی برگزیده شد. 
گوری ملبی، فارغ‌التحصیل سال ۲۰۰۷ میلادی از دانشگاه علم و فناوری نروژ در رشته زبان‌شناسی است؛ و از سال ۲۰۰۸ تا ۲۰۱۱ مشغول تدریس در مدرسه عالی سور تروندلاگ؛ و سپس به عنوان مشاور در وزارت آموزش و پروش نروژ، مدتی اشتغال داشته‌است. همچنین وی از سال ۲۰۱۶ تا ۲۰۱۸ میلادی، رئیس هیئت مدیره شورای دولتی زبان نروژی بوده‌است.